# 이필찬
이필찬(1959년~)은 대한민국의 신학자이다. 요한계시록 전공자이다.
웨스트민스터신학대학원대학교에서 교수로 재직하다가 새로운 사역을 위해 2014년 2월에 퇴임하였다. 현재는 이필찬요한계시록연구소 대표로 활동하고있다. 2015년 1월부터 서울 마포구에 위치한 예수가족교회에서 협동 목사로 섬기고 있다. 주요 저서로는 '이스라엘과 교회 어떻게 이해할 것인가', '백투예루살렘 무엇이 문제인가', '요한계시록 어떻게 읽을 것인가' 등이 있다.

## 교육
총신대학교와 합동신학대학원대학교를 졸업하고, 미국의 칼빈 신학교를 거쳐, 영국의 세인트앤드류스 대학교에서 리처드 보컴 (RICHARD BAUCKHAM)의 지도로 박사 학위를 취득했다. 박사 학위 논문은 독일 튀빙겐의 MOHR SIEBECK에서 'THE NEW JERUSALEM IN THE BOOK OF REVELATION'이라는 제목의 단행본으로 출간되었다.

## 저서
- 《요한계시록 어떻게 읽을 것인가》. 성서유니온선교회. 2000년. ISBN 8932535175
- 《이스라엘과 교회 어떻게 이해할 것인가》. 새물결플러스. 2014년. ISBN 9788994752617
- 《백투예루살렘 운동 무엇이 문제인가》. 새물결플러스. 2014년. ISBN 9788994752600